# Данилиха (Марий Эл)
Данилиха (горномар. Данилихӓ) — деревня в Горномарийском районе Марий Эл Российской Федерации. Входит в состав Троицко-Посадского сельского поселения.
Численность населения — 14 чел. (2014 год).

## География
Располагается в 2,5 км от административного центра сельского поселения — села Троицкий Посад, на левом берегу реки Малая Юнга.

## История
Деревня названа по имени русского первопоселенца «Данила» («Даниил»). Упоминается в переписной книге 1646 года. В списках населённых мест Казанской губернии 1859 года упоминается как выселок мещанский Поляна.

## Население
| 1859 | 2002 | 2010 | 2013 | 2014 |
| ---- | ---- | ---- | ---- | ---- |
| 131  | ↘17  | ↘10  | ↗15  | ↘14  |